# Manuel Álvarez (Politiker)
Manuel Álvarez (* 1800; † 26. August 1857) war ein mexikanischer General und 1857 der erste Präsident des mexikanischen Bundesstaates Colima. Aus diesem Grund wurde nach ihm die Stadt Villa de Álvarez benannt.
Seine Urenkelin war die mexikanische Schriftstellerin und Politikerin Griselda Álvarez. Sein Enkel Miguel Álvarez García war ebenfalls Politiker in Colima.
| Personendaten    | Personendaten                                    |
| ---------------- | ------------------------------------------------ |
| NAME             | Álvarez, Manuel                                  |
| KURZBESCHREIBUNG | Präsident des mexikanischen Bundesstaates Colima |
| GEBURTSDATUM     | 1800                                             |
| STERBEDATUM      | 26. August 1857                                  |